# Hawaii vakáció
A Hawaii vakáció (eredeti cím: Hawaiian Vacation) 2011-ben bemutatott amerikai animációs rövidfilm, ami a Toy Story filmek alapján készült. Időben a harmadik rész után játszódik.

## Cselekmény
Barbie és Ken elrejtőzött egy bőröndben, mert el akartak ők is menni nyaralni Hawaiira. De a gazdájuk nem vitte magával azt a bőröndöt, így Ken és Barbie itthon maradt, amiért ők nagyon bánatosak lettek. A többi játék azonban felvidította őket, mert a szobában csináltak nekik egy vakációt.

## Szereplők
| Szereplő              | Színész           | Magyar hang                             |
| --------------------- | ----------------- | --------------------------------------- |
| Woody                 | Tom Hanks         | Stohl András                            |
| Buzz Lightyear        | Tim Allen         | Dörner György                           |
| Guba                  | John Ratzenberger | Kassai Károly                           |
| Rex                   | Wallace Shawn     | Lippai László                           |
| Rexelő                | Axel Geddes       | Lippai László                           |
| Slinky                | Blake Clark       | Várkonyi András                         |
| Jesse                 | Joan Cusack       | Zsigmond Tamara                         |
| Krumplifej úr         | Don Rickles       | Forgács Gábor                           |
| Krumplifej asszonyság | Estelle Harris    | Szabó Éva                               |
| Barbie                | Jodi Benson       | Szabó Erika                             |
| Tüsi úr               | Timothy Dalton    | Kautzky Armand                          |
| Bogi                  | Jeff Garlin       | Rajkai Zoltán                           |
| Trixi                 | Kristen Schaal    | Balsai Móni                             |
| Dolly                 | Bonnie Hunt       | Náray Erika                             |
| Borsószemek           | Zoe Levin         | Kardos Balázs Kardos Anna Straub Martin |
| Ken                   | Michael Keaton    | Fenyő Iván                              |
| Bonnie                | Emily Hahn        | Károlyi Lili                            |
| Bonnie anyukája       | Lori Alan         | Kisfalvi Krisztina                      |
| Vigyori               | Bud Luckey        | Vass Gábor                              |
| Kis zöld emberkék     | Jeff Pidgeon      | Elek Ferenc                             |